# Stenocara gracilipes
Stenocara gracilipes, còn được gọi là bọ cánh cứng sương, là một loài bọ cánh cứng có nguồn gốc từ sa mạc Namib của miền nam châu Phi. Đây là một trong những khu vực khô cằn nhất thế giới, chỉ nhận được 1,4 xentimét (0,55 in) mưa mỗi năm. Bọ cánh cứng có thể sống sót bằng cách thu thập nước trên bề mặt lưng gập ghềnh của nó từ sương mù buổi sáng sớm.
Để uống nước, S. gracilipes đứng trên một dải cát nhỏ bằng đôi chân dài và nhọn của nó. Đối mặt với làn gió nhẹ, với cơ thể nghiêng ở 45°, con bọ bắt những giọt sương mù trên đôi cánh cứng của nó. Đầu của nó phải đối mặt với gió, và đôi cánh bên ngoài cứng, gập ghềnh của nó được trải trên làn gió ẩm ướt. Giọt nước (có đường kính 15-20 µm) từ sương mù tập trung trên đôi cánh của nó; ở đó các giọt dính vào các vết sưng ưa nước, được bao quanh bởi các máng sáp, kỵ nước. Các giọt nhỏ làm phẳng khi chúng tiếp xúc với các bề mặt ưa nước, ngăn không cho chúng bị gió thổi và tạo bề mặt cho các giọt khác bám vào. Tích lũy tiếp tục cho đến khi trọng lượng giọt kết hợp vượt qua lực hút tĩnh điện của nước đối với các va đập cũng như bất kỳ lực đối nghịch nào của gió;vận tốc 30 km/h, một giọt như vậy sẽ dính vào cánh cho đến khi nó tăng lên khoảng 5 mm đường kính; tại thời điểm đó, nó sẽ lăn xuống lưng con bọ cánh cứng.
Các nhà nghiên cứu tại Viện Công nghệ Massachusetts đã mô phỏng khả năng này bằng cách tạo ra một bề mặt kết cấu kết hợp xen kẽ vật liệu kỵ nước và ưa nước. Sử dụng tiềm năng bao gồm trích xuất độ ẩm từ không khí  và tạo ra các cửa sổ và gương không có sương mù. Một công ty có tên NBD Nano đang cố gắng thương mại hóa công nghệ này.
Gần đây, người ta đã chứng minh rằng những con bọ cánh cứng này cũng có thể lấy nước từ sương (tức là từ không khí ẩm không có sương mù).